# Stenoplax fallax
Stenoplax fallax is een keverslak uit de familie pantserkeverslakken (Ischnochitonidae). De wetenschappelijke naam van de soort werd in 1892 gepubliceerd door Carpenter.
Stenoplax fallax wordt 51 tot 67 millimeter lang.
Deze soort komt voor van Vancouver (Brits-Columbia) tot het noorden van Neder-Californië.